# Højby, Odsherred
Højby är en kommunhuvudort på Själland i Danmark.   Den ligger i Odsherreds kommun och Region Själland, i den östra delen av landet, 70 km väster om Köpenhamn. Højby ligger 12 meter över havet och antalet invånare är 1 470. Närmaste större samhälle är Nykøbing Sjælland, 5 km öster om Højby. Trakten runt Højby består till största delen av jordbruksmark.
Højby har en järnvägsstation på Odsherredsbanen mellan Holbæk och Nykøbing Sjælland.